# 4945 Ikenozenni
4945 Ikenozenni (1987 SJ) là một tiểu hành tinh vành đai chính được phát hiện ngày 18 tháng 9 năm 1987 bởi Suzuki và Urata ở Toyota.